# Antapistis
Antapistis là một chi bướm đêm thuộc họ Noctuidae.